# Solanum pulverulentifolium
Solanum pulverulentifolium är en potatisväxtart som beskrevs av K.E.Roe. Solanum pulverulentifolium ingår i släktet skattor som ingår i familjen potatisväxter. Inga underarter finns listade i Catalogue of Life.